# Microphthalmus aberrans
Microphthalmus aberrans är en ringmaskart som först beskrevs av Webser och Benedict 1887.  Microphthalmus aberrans ingår i släktet Microphthalmus och familjen Hesionidae. Arten är reproducerande i Sverige. Inga underarter finns listade i Catalogue of Life.